# Los Zetas
Los Zetas je mexická zločinecká organizace. Operuje zejména v severním Mexiku u hranic se Spojenými státy americkými, u pobřeží Atlantského oceánu.

## Popis
Sídlí v městě Nuevo Laredo na hranicích se Spojenými státy. Podle vlády USA je nejnebezpečnějším, nejsofistikovanějším a technicky nejvyspělejším kartelem v Mexiku. Jejich konkurentem je kartel Sinaloa, který ovládá břeh Tichého oceánu. Založili ji elitní vojáci Mexické armády, kteří zběhli v roce 1999 ke Golfskému kartelu. V roce 2010 se osamostatnili. Asi 50 % jejich příjmu tvoří obchod s drogami, které vyvážejí z Kolumbie přes Mexiko do USA (pašování drog se zaměřilo na střední Ameriku potéco americké námořnictvo začalo v 90. letech přísněji hlídat námořní hranice USA). Gang je známý svoji brutalitou, k jeho praktikám patří ostentativní popravy odpůrců a konkurentů včetně dekapitace. Při masakru v San Fernardu například zabili 193 lidí najednou. Gang v současnosti ovládá 11 států, v některých nedávno vytlačil kartel Sinaloa. Je také prorostlý s mexickou státní správou, policií i justicí. V roce 2006 vyhlásil mexický prezident Felipe Calderón drogovým kartelům válku, od té doby s Los Zetas bojuje armáda. Válka se všemi gangy si na všech stranách od roku 2006 vyžádala přibližně 60 000 mrtvých.